# Język syngaleski

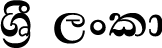
Napis „Sri Lanka” w piśmie syngaleskim

Język syngaleski, język singaleski (sinhala, සිංහල, ISO 15919: siṃhala, IPA: [ˈsiŋhələ]) – używany na Sri Lance przez blisko 17 mln ludzi z grupy etnicznej Syngalezów. Należy do indoaryjskiej grupy języków indoirańskich rodziny indoeuropejskiej. Zapisywany jest odrębnym alfabetem pochodzenia indyjskiego, tzw. pismem syngaleskim.

## System dźwiękowy

### Samogłoski
|         | przednie | przednie | centralne | centralne | tylne   | tylne |
| długie  | krótkie  | długie   | krótkie   | długie    | krótkie |       |
| ------- | -------- | -------- | --------- | --------- | ------- | ----- |
| wysokie | iː       | i        |           |           | uː      | u     |
| średnie | eː       | e        |           | (ə)       | oː      | o     |
| niskie  | æː       | æ        | aː        | a         |         |       |

### Spółgłoski
|             |                 | wargowe | zębowe/ dziąsłowe | retrofleksywne | palatalne | tylnojęzykowe | krtaniowe |
| ----------- | --------------- | ------- | ----------------- | -------------- | --------- | ------------- | --------- |
| nosowe      | nosowe          | m       | n̪                 | ɳ              | ɲ         | ŋ             |           |
| zwarte      | bezdźwięczne    | p       | t̪                 | ʈ              | tʃ        | k             |           |
| zwarte      | dźwięczne       | b       | d̪                 | ɖ              | dʒ        | ɡ             |           |
| zwarte      | prenasalizowane | ᵐb      | ⁿd̪                | ᶯɖ             |           | ᵑɡ            |           |
| szczelinowe | szczelinowe     | (f)     | s                 |                | (ʃ)       |               | h         |
| drżące      | drżące          |         | r                 |                |           |               |           |
| płynne      | płynne          | ʋ       | l                 |                | j         |               |           |

## Morfologia
Rzeczowniki odmieniają się przez przypadki, zaznaczane odpowiednimi końcówkami:
|             | ożywione l. poj. | nieożywione l. poj. | ożywione l. mn.  | nieożywione l. mn. |
| ----------- | ---------------- | ------------------- | ---------------- | ------------------ |
| Mianownik   | miniha(ː)        | potə                | minissu          | pot                |
| Biernik     | miniha(ː)və      | potə                | minissu(nvə)     | pot                |
| Narzędnik   | miniha(ː) atiŋ   | poteŋ               | minissu(n) atiŋ  | potvəliŋ           |
| Celownik    | miniha(ː)ʈə      | potəʈə              | minissu(ɳ)ʈə     | potvələʈə          |
| Ablativus   | miniha(ː)geŋ     | poteŋ               | minissu(n)geŋ    | potvaliŋ           |
| Dopełniacz  | miniha(ː)ge(ː)   | pote(ː)             | minissu(ŋ)ge(ː)  | potvələ            |
| Miejscownik | miniha(ː) laᵑgə  | pote(ː)             | minissu(n) laᵑgə | potvələ            |
| Wołacz      | miniho(ː)        | -                   | minissuneː       | -                  |
| Znaczenie   | mężczyzna        | książka             | mężczyźni        | książki            |